# Kids on Site
Kids on Siteは、Digital Picturesが開発したファーストパーソン・シミュレーションゲームでムービーを主体としている。
本作は日本国外にてメガCD用ソフトとして発売されたのち、DOSならびにMacintosh向けに移植された。なお、 32Xへの移植も計画されていたが、実現しなかった。 リマスター版である「Kids On Site - Hard Hat Edition」は、2022年7月29日に日本国外のPlayStation 4向けにLimited Run Games 、Screaming Villains、 Flash Film Worksによって発売された。
Windows（Steam）版は2022年7月30日に発売されることになっているが、日本のニュースサイト「4Gamer.net」によると2022年8月9日時点ではまだ発売されていないと指摘されている。

## システム
本作は子ども向けの建設作業シミュレーションゲームであり、ビデオ映像に合わせて、建設現場で蒸気ローラー、鉄球付きクレーン、油圧ショベル、ブルドーザーなどの重機を操作する。建設現場に設けられた目標を達成することで、功績バッジをもらうことができる。また、重機で建設作業員にいたずらすることも可能である。

## 制作
Digital Picturesが開発した本作では、ハイジ・ホルマン（Heidi Holman）が監督を務め、ラリー・グレナン（Larry Grennan）、スコット・マクレーン（Scott McClain）、ロビン・ジョス（Robin Joss）が出演した。 また、コンセプトはKevin Welshが手掛け、プログラミングはRichard Levine が担当した。

## 反響
本作は「1995 Parents Choice Approval Award」を受賞し、CD-ROM Magazine は「重機で遊ぶ楽しみがすべて詰まっている。…子どもたちが泥だらけで帰ってくることはないだろう」と述べている 。